# Magatzem Mory
El Magatzem Jean Mory és un edifici del municipi de Vilafranca del Penedès (Alt Penedès) que forma part de l'Inventari del Patrimoni Arquitectònic de Catalunya.

## Descripció
El Magatzem Jean Mory està situat a la zona de l'estació, on hi ha nombroses mostres de l'arquitectura industrial de principis de segle. És un magatzem entre mitgeres, de planta única i coberta de teules àrabs a dues vessants. Té dues façanes de composició similar: divisió en tres trams per dues bandes verticals de maó, línia d'impostes, finestra central d'arc de mig punt dividida en cinc parts, coronament esglaonat, etc. Hi ha utilització del maó vist, on tots els elements de la façana estan realitzats amb aquest material llevat de la porta.

## Història
La cronologia d'aquest edifici s'inicia el 1917. L'empresa Joan Mory i Companyia va encarregar el projecte a l'arquitecte Santiago Güell. El 1920 hi ha un segon projecte. Ambdós es conserven a l'arxiu de l'Ajuntament de Vilafranca del Penedès.